# Rittersaal

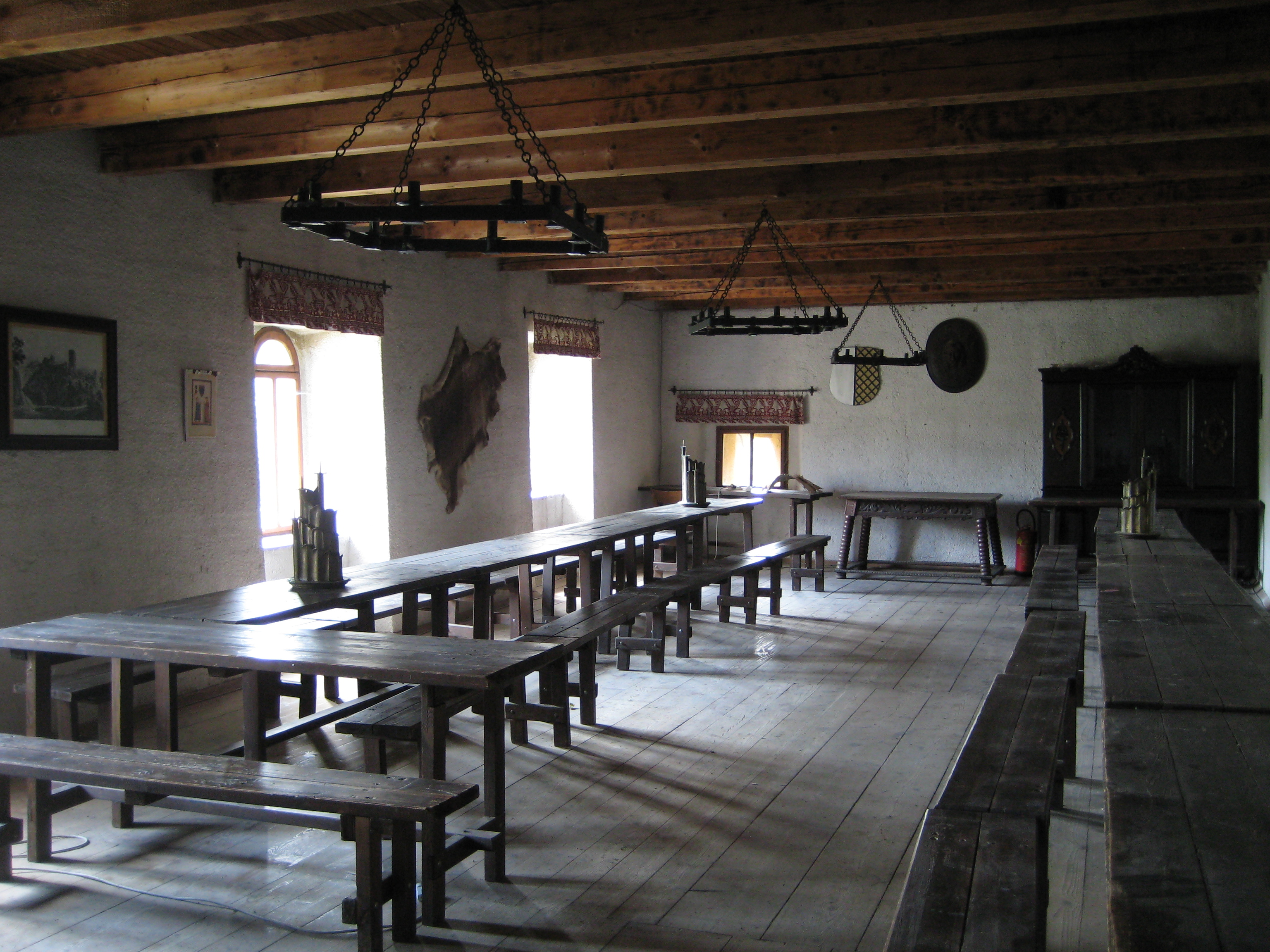
Der Rittersaal der Burg Kaja wurde während der Romantik rekonstruiert

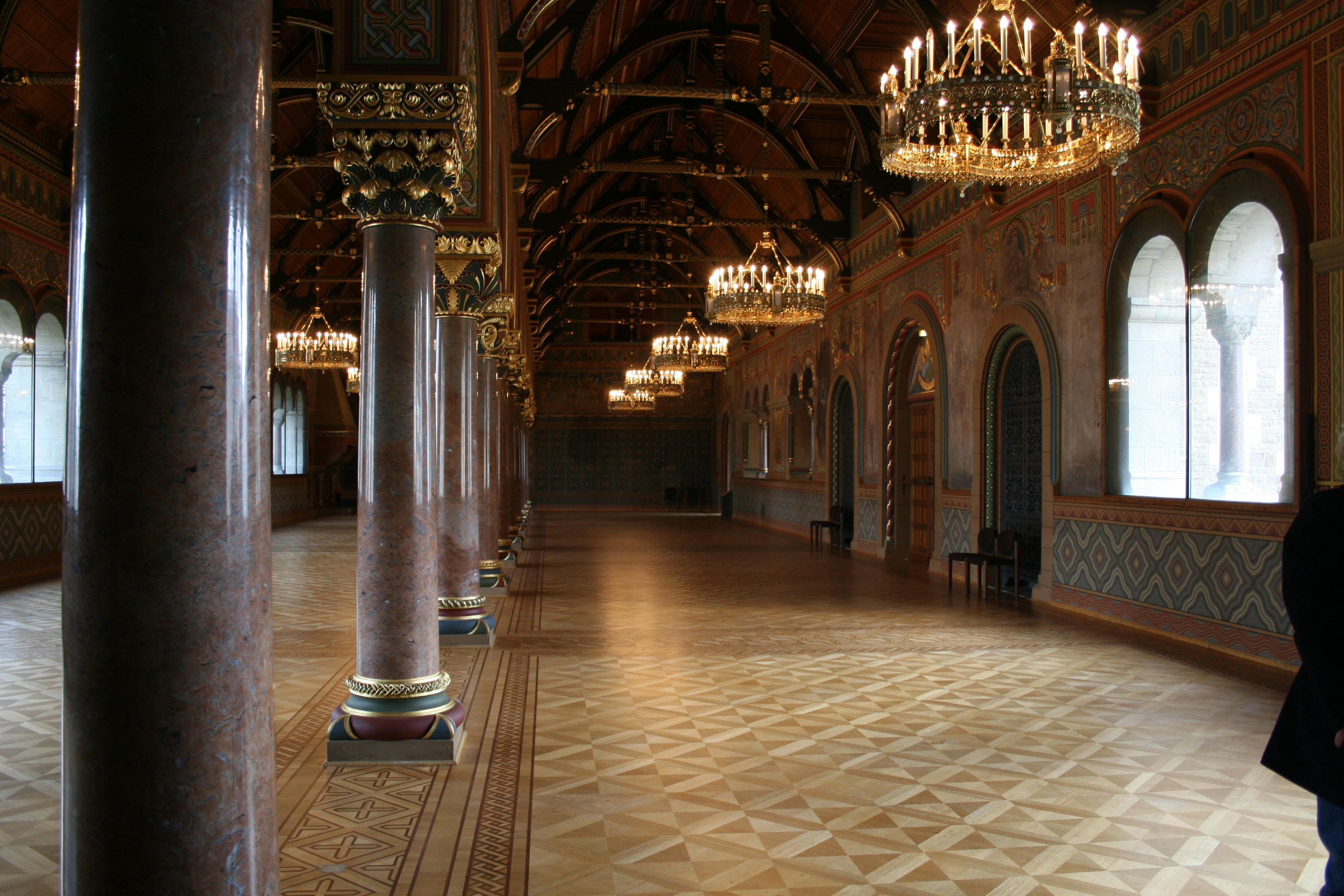
Der neoromanische Rittersaal der Burg Dankwarderode ist eigentlich kein Saal, sondern eine Halle

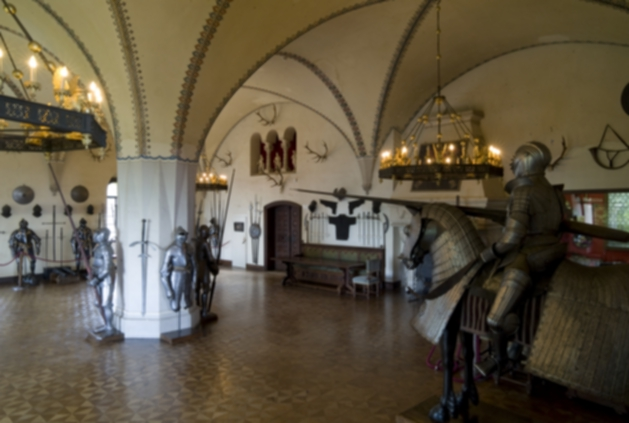
Der Rittersaal auf Schloss Braunfels ist ein typisches Beispiel für den Historismus

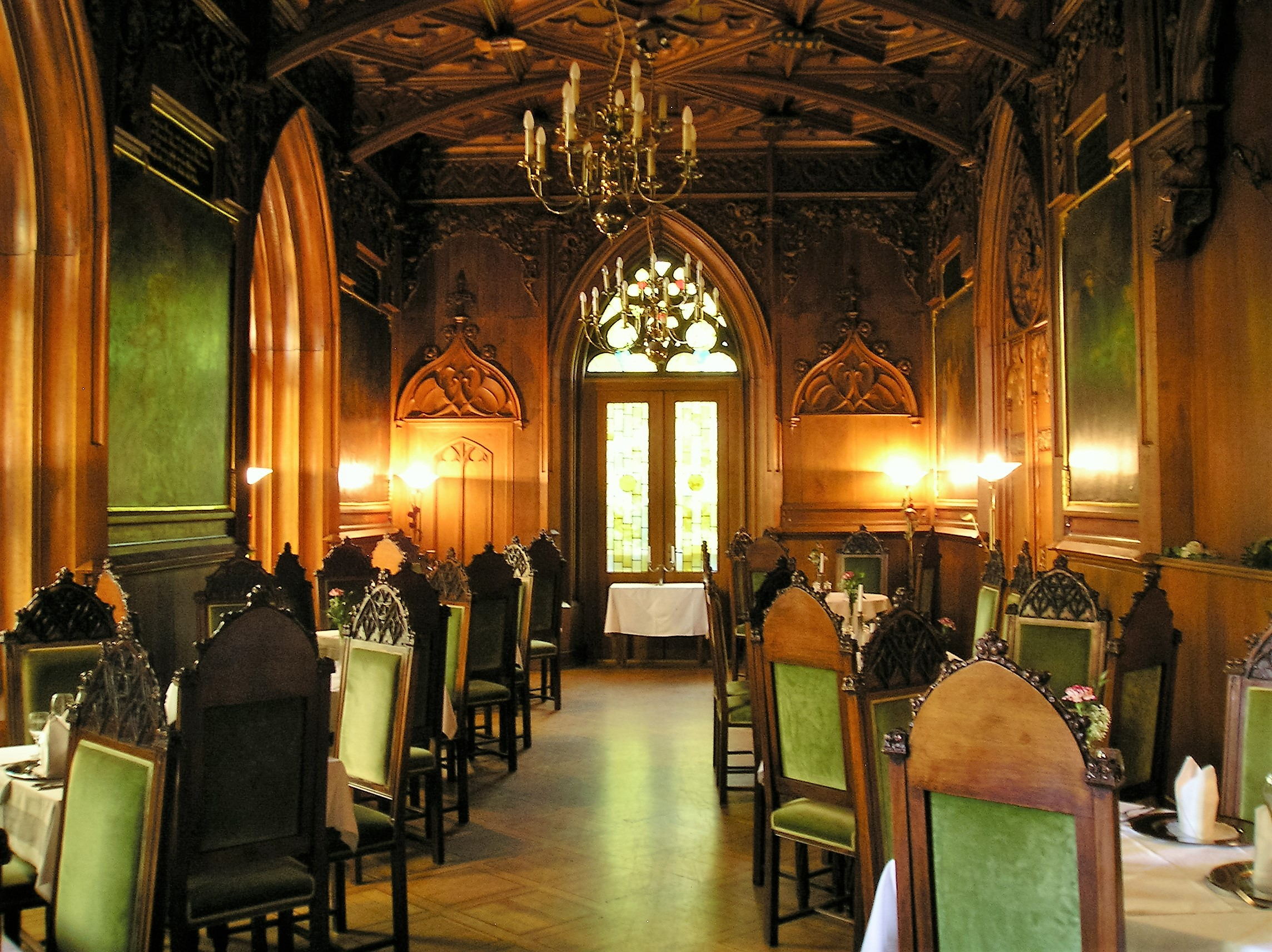
Der neugotische Rittersaal des thüringischen Schlosses Landsberg

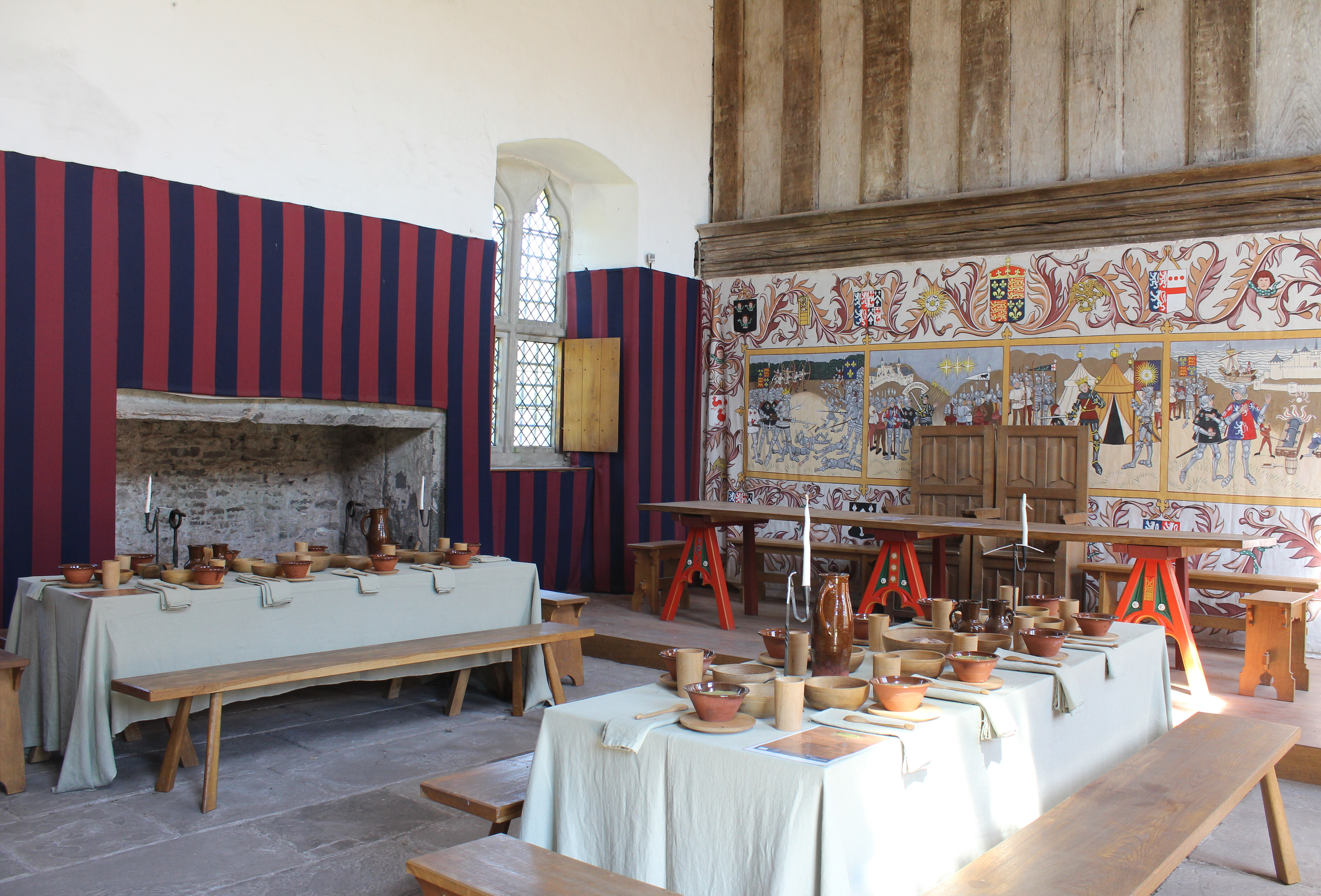
Der Rittersaal des Tretower Court in Wales zeigt, wie sie vor einem Bankett im 15. Jahrhundert ausgesehen haben könnte.

Rittersaal ist mehrheitlich die Bezeichnung für einen großen Saal in einer Burg, einer Schlossanlage oder einem Herrensitz, der in heutiger Zeit oft als Festsaal oder Veranstaltungsort für Konzerte und Ausstellungen genutzt wird. Er wird in der Literatur gelegentlich auch als Bezeichnung für Versammlungs- und Festsäle in Klöstern oder Rathäusern verwendet.
Der Begriff kam erst mit der Burgenromantik im 19. Jahrhundert auf, während des Mittelalters und in der Frühen Neuzeit war die Bezeichnung noch nicht üblich. Sie basiert auf der romantisierend verklärten Vorstellung, dass die Ritterschaft eines Landesherrn im größten Raum einer Burganlage zu Treffen und Beratungen zusammenkam. Entgegen dem eigentlichen Wortsinn haben Rittersäle deshalb meist gar nichts mit dem Rittertum zu tun, und oft werden auch Hallen damit bezeichnet.

## Der Rittersaal in einer Burg
Tatsächlich verbirgt sich hinter dem mit Rittersaal bezeichneten Raum der saalartige Hauptwohnraum beziehungsweise die Wohnhalle einer Burg. Dort spielte sich das tägliche Leben der Burgbewohner ab, zum Beispiel das Einnehmen der Mahlzeiten, abendliches Beisammensitzen, aber auch Festivitäten und Versammlungen. Diese Räume waren immer im Obergeschoss eines Wohngebäudes – oft mit Palas bezeichnet – oder eines Saalbaus zu finden und nahmen diese komplett oder zumindest mehrheitlich ein. Mit ihren langen Fensterreihen waren sie vielleicht Vorbildern wie der asturischen Königshalle von Oviedo, der heutigen Kirche Santa María del Naranco, nachempfunden. Als unverzichtbarer Bestandteil der Hofhaltung eines Lehnsherrn bestimmten die Größen dieser Räume maßgeblich die Ausmaße eines Wohnbaus.
Gewöhnlich besaß ein Rittersaal eine Balkendecke und Fußböden aus Ton- oder Steinplatten. Die enorme Dicke der Wände erlaubte es, die Nischen der meist glaslosen Fenster mit Sitzbänken auszustatten. Für den Komfort besaßen solche Säle mächtige Kamine, deren Heizleistung jedoch meist nicht ausreichte, sodass bei niedrigen Temperaturen zusätzlich Glutpfannen als Wärmequellen aufgestellt wurden. Die Wände waren meist verputzt und oft auch bemalt. Bei reichen Burgbesitzern konnte die Wanddekoration des Rittersaals auch goldene Einlegearbeiten aufweisen.

## Der Rittersaal in sonstigen Gebäuden
In der Zeit des Historismus wurden viele Säle in Burg- und Schlossanlagen im Stil der Neuromanik und Neugotik verändert oder restauriert. Besonders im Schlossbau wurden zahlreiche der im Barock errichteten großen Festsäle zu sogenannten Rittersälen umgestaltet, wobei die Gestaltungsdetails von der damaligen, romantischen Vorstellung des Mittelalters geprägt waren.
Gleiches gilt für Versammlungs- und Festsäle in Klöstern. Äbte waren vielfach auch weltliche Fürsten. Um ihren repräsentativen Pflichten als Fürstabt oder Reichsprälat nachzukommen, ließen sie große Räume in ihren Heimatklöstern zu Festsälen ausgestalten und entsprechend aufwendig ausführen. Ein Beispiel eines solchen Rittersaals findet sich heute in der Benediktinerabtei Iburg.
An die romantische Idee der Rittersäle als Versammlungs- und Beratungsort knüpft auch die Namensgebung von Sälen in manchen Rat- oder Parlamentshäusern an. So traten die Landstände zum Beispiel im Grazer Landhaus oder Arnsberger Alten Rathaus zu Beratungen in den sogenannten Rittersälen zusammen.
Im Bereich der Bündischen Jugendarbeit werden auch ausgebaute Scheunen (anderswo Gästeraum des Jugendzeltplatzes genannt) als Rittersaal bezeichnet, so auf dem Allenspacher Hof in Böttingen.